# Tonatico
Tonatico là một đô thị thuộc bang México, México. Năm 2005, dân số của đô thị này là 10901 người.